# Jad Elijahu

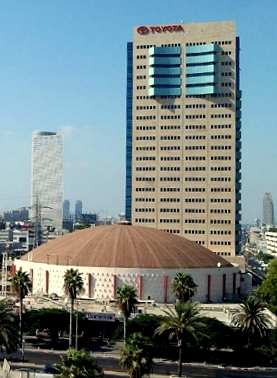
Kulturní centrum Cinerama na severním okraji čtvrti Jad Elijahu

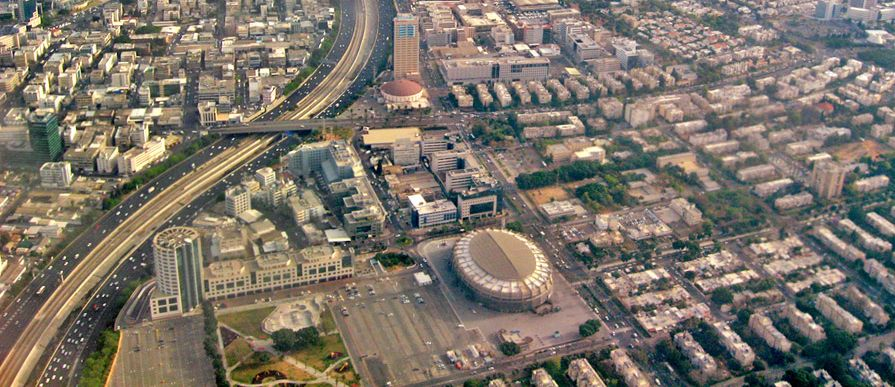
Zástavba čtvrti Jad Elijahu, vlevo Ajalonská dálnice, v popředí Stadion Jad Elijahu, v pozadí Cinerama

Jad Elijahu (hebrejsky: יד אליהו, doslova Elijahuův památník) je čtvrť ve východní části Tel Avivu v Izraeli. Je součástí správního obvodu Rova 9 a samosprávné jednotky Rova Mizrach.

## Geografie
Leží na východním okraji Tel Avivu, cca 3 kilometry od pobřeží Středozemního moře, v nadmořské výšce okolo 30 metrů. Dopravní osou je takzvaná Ajalonská dálnice (dálnice číslo 20), která probíhá společně s železniční tratí (stojí tu železniční stanice Tel Aviv ha-Hagana) a tokem Nachal Ajalon po západním okraji čtvrtě. Na severu s ní sousedí čtvrť Bicaron, na východě Tel Chajim a na jihu Neve Cahal a Šchunat Hatikva.

## Popis čtvrti
Plocha čtvrti je vymezena na severu ulicí Jicchak Sade , na jihu třídou Derech ha-Hagana, na východě třídou Derech Moše Dajan a na západě Ajalonskou dálnicí. Zástavba má charakter vícepodlažní bytové výstavby. V severozápadní části čtvrtě se rozkládá Stadion Jad Elijahu a severně od něj kulturní centrum Cinerama. V okolí stadionu také sídlí některé vládní úřady. Jad Elijahu je nejlidnatější čtvrtí Tel Avivu (myšleny dílčí čtvrtě, nikoliv velké správní a samosprávné obvody). V roce 2007 tu žilo 15 458 lidí.  Pojmenována je podle vojáka Elijahu Golomba, předáka ozbrojených složek Hagana.